# Mielichhoferia manca
Mielichhoferia manca är en bladmossart som beskrevs av Brotherus 1903. Mielichhoferia manca ingår i släktet kismossor, och familjen Bryaceae. Inga underarter finns listade i Catalogue of Life.